# Julio César León
Julio César León (Trujillo, Venezuela, 2 de febrero de 1925 – Caracas, 17 de agosto de 2025) fue un ciclista venezolano; primer competidor de su país en unos Juegos Olímpicos, en Londres 1948.
A sus 18 años Julio César ya recorría las calles solitarias de su ciudad natal Trujillo en una bicicleta donde revelaban su habilidad en esta disciplina. Poco después ya residenciado en la Ciudad de Caracas, participó en competencias nacionales e internacionales de ciclismo, además de ganar una carrera en Trinidad y Tobago en el año 1941.
Se convirtió en tan poco tiempo en uno de los corredores más destacados de su región, obteniendo los Campeonatos Nacionales 1940, 1941 y 1942; fue allí cuando decide intentar internacionalizarse fuera de su país.

## Participación en los Juegos Olímpicos de 1948
Su sed por aumentar su nivel competitivo lo llevó a buscar por todos los medios para asistir al Ciclismo en los Juegos Olímpicos de Londres 1948. El ciclista fue menospreciado por las autoridades de la Federación Venezolana de Ciclismo, pero aun así la Embajada británica en Caracas le facilitó el viaje rumbo a su meta.
Estando ya en la ciudad de Londres el trato no fue diferente, allá León hizo de todo para representar al máximo a Venezuela y llevar su bandera, así que allí compró las telas de los tres colores (amarillo, azul y rojo) para hacer la bandera, así lo cuenta el ciclista: «Mi esposa me la cosió. Agarré un haragán en el centro del entrenamiento, le puse un alambre y lo forré de teipe y ya tenía lista mi asta para el desfile», el cual se realizó el 29 de julio de 1948.
Julio César León fue eliminado en segunda ronda por el campeón olímpico Mario Ghella en la prueba de velocidad en pista y quedó en la 14.ª posición en la prueba del kilómetro contra reloj en Ciclismo de Pista.

## Vida personal
León falleció en su domicilio de Caracas el 17 de agosto de 2025, seis meses después de cumplir su centenario de vida.